# Bernart de Bondeilhs
Bernart de Bondeilhs o de Bondelhs o de Bondeills (fl. XIII secolo) è stato un trovatore che scrisse in lingua occitana di cui si hanno scarse notizie.
Gli viene attribuita una canso indirizzata a un non meglio precisato marchese del Carretto, possibilmente di Ponti (presso Alessandria), pro marques del Carret, qu'a pretz gen, impossibile da identificare secondo Jeanroy, ma che Camille Chabaneau precisa come Otto del Carretto (1180-1230).